# Djurgårdens IF herrfotboll 2006
Djurgårdens IF Fotboll, säsongen 2006. Deltog i följande mästerskap: Allsvenskan, Svenska cupen och kval till Champions League.
En tuff säsong för de regerande mästarna som bara lyckades vinna två matcher i rad vid ett tillfälle. I slutet av september fick dessutom tränaren Kjell Jonevret sparken och Anders Grönhagen gjorde comeback tio år efter sin senaste sejour.

## Truppen
| Nat     | Tränare                         | Position             | Född              | I DIF sedan                                                       | Kontrakt till | Kom från                     |
| ------- | ------------------------------- | -------------------- | ----------------- | ----------------------------------------------------------------- | ------------- | ---------------------------- |
| Sverige | Anders Grönhagen (omgång 21-26) | Huvudtränare         | 22 maj 1953       | 2006*, 1994-1997 (som tränare/sportchef), 1976-1983 (som spelare) | 2006-12-31    |                              |
| Sverige | Kjell Jonevret (omgång 1-20)    | Huvudtränare         | 28 juni 1962      | 2004*                                                             | Tillsvidare   | FC Café Opera                |
| Sverige | Stefan Rehn                     | Assisterande tränare | 22 september 1966 | 2003 (som tränare), 2000* (och 1984-1989) (som spelare)           | 2006-12-31    | Djurgårdens IF (som spelare) |
| Sverige | Lars Sandberg                   | Assisterande tränare | 25 juni 1957      | 2005                                                              | 2006-12-31    | Spånga IS                    |
| Sverige | Kjell Frisk                     | Målvaktstränare      | 27 april 1964     | 1999 (som målvaktstränare), 1990-1995 (som spelare)               |               | Spårvägens IF (som spelare)  |

| Nr | Nat       | Spelare                        | Position    | Född       | Längd  | Vikt  | I DIF sedan          | Kontrakt till | Kom från                | Moderklubb              |
| -- | --------- | ------------------------------ | ----------- | ---------- | ------ | ----- | -------------------- | ------------- | ----------------------- | ----------------------- |
| 15 | Gambia    | Pa Dembo Touray                | Målvakt     | 1980-03-31 | 198 cm | 98 kg | 2000                 | 2008-12-31    | Real de Banjul          | Real de Banjul          |
| 30 | Sverige   | Oskar Wahlström                | Målvakt     | 1976-08-16 | 198 cm | 95 kg | 2004                 | 2006-12-31    | Västerås SK             | Bie GoIF                |
| 2  | Sverige   | Matias Concha                  | Back        | 1980-03-31 | 180 cm | 82 kg | 2004                 | 2007-12-31    | Malmö FF                | Kulladals FF            |
| 3  | Sverige   | Robert Stoltz                  | Back        | 1976-08-10 | 177 cm | 74 kg | 2006                 | 2008-12-31    | Kalmar FF               | Lira BK                 |
| 4  | Sverige   | Elias Storm (lämnat)           | Back        | 1979-07-19 | 190 cm | 87 kg | 2002                 | 2006-12-31    | Spårvägens FF           | Älvsjö AIK              |
| 5  | Island    | Sölvi Ottesen                  | Back        | 1984-02-18 | 190 cm | 82 kg | 2004*                | 2008-12-31    | Vikingur Reykjavik FC   | Vikingur Reykjavik FC   |
| 6  | Finland   | Toni Kuivasto                  | Back        | 1975-12-31 | 187 cm | 83 kg | 2003*                | 2009-12-31    | Viking FK               | FC Ilves                |
| 16 | Sverige   | Markus Johannesson             | Back        | 1975-05-29 | 185 cm | 84 kg | 2004*                | 2008-12-31    | Örgryte IS              | Rölanda IF              |
| 18 | Sverige   | Niclas Rasck                   | Back        | 1969-03-10 | 178 cm | 74 kg | 1999                 | 2006-12-31    | Örebro SK               | Ludvika FK              |
| 24 | Sverige   | Dennis Boskailo                | Back        | 1988-01-05 | 186 cm | 83 kf | 2006                 | 2009-12-31    | Köping FF               | Köping FF               |
| 26 | Sverige   | Eldin Kozica (utlånad)         | Back        | 1985-01-08 | 185 cm | 79 kg | 2003                 | 2007-12-31    | Fisksätra IF            | Fisksätra IF            |
| 7  | Sverige   | Johan Arneng                   | Mittfältare | 1979-06-14 | 175 cm | 74 kg | 2003                 | 2008-12-31    | Vålerenga IF            | IK Oddevold             |
| 10 | Schweiz   | Felix Magro (utlånad)          | Mittfältare | 1979-02-02 | 185 cm | 76 kg | 2005                 | 2007-12-31    | Landskrona BoIS         | FC Unterstrass          |
| 11 | Finland   | Daniel Sjölund                 | Mittfältare | 1983-04-22 | 178 cm | 73 kg | 2003                 | 2009-12-31    | Liverpool FC            | IF Finströms Kamraterna |
| 13 | Sverige   | Stefan Bergtoft (lämnat)       | Mittfältare | 1979-03-24 | 179 cm | 72 kg | 2000                 | 2006-12-31    | Spånga IS               | Kälvesta IoF            |
| 14 | Island    | Kári Árnason                   | Mittfältare | 1982-10-13 | 190 cm | 79 kg | 2005                 | 2008-12-31    | Vikingur Reykjavik FC   | Vikingur Reykjavik FC   |
| 21 | Danmark   | Jesper Håkansson (lämnat)      | Mittfältare | 1981-08-14 | 175 cm | 76 kg | 2005*                | 2006-07-31    | SC Heerenveen           | BK Frem                 |
| 22 | Slovenien | Andrej Komac                   | Mittfältare | 1979-12-04 | 176 cm | 72 kg | 2006*                | 2009-06-30    | ND Gorica               | NK Primorje             |
| 23 | Sydafrika | Lance Davids                   | Mittfältare | 1985-04-11 | 176 cm | 73 kg | 2006                 | 2008-12-31    | 1860 München            | Hellenic FC             |
| 24 | Sverige   | Christoffer Karlsson (utlånad) | Mittfältare | 1988-01-27 | 176 cm | 65 kg | 2005                 | 2007-12-31    | Åtvidabergs FF          | Åtvidabergs FF          |
| 25 | Brasilien | Enrico Cardoso Nazaré          | Mittfältare | 1984-05-04 | 177 cm | 70 kg | 2006*                | 2009-12-31    | Ipatinga FC             | Atlético Mineiro        |
| 77 | Sverige   | Abgar Barsom                   | Mittfältare | 1977-09-04 | 172 cm | 73 kg | 2004 (och 2000-2002) | 2006-12-31    | SC Heerenveen           | BK Forward              |
| 8  | Sverige   | Tobias Hysén (lämnat)          | Anfallare   | 1982-03-09 | 179 cm | 79 kg | 2004                 | 2008-12-31    | BK Häcken               | Lundby IF               |
| 9  | Sverige   | Jones Kusi-Asare               | Anfallare   | 1980-05-21 | 178 cm | 75 kg | 2005 (och 1999-2001) | 2008-12-31    | Landskrona BoIS         | Vasalunds IF            |
| 12 | Sverige   | Mattias Jonson                 | Anfallare   | 1974-01-16 | 179 cm | 78 kg | 2005*                | 2008-12-31    | Norwich City FC         | IFK Kumla               |
| 17 | Sverige   | Stefan Batan                   | Anfallare   | 1985-03-20 | 175 cm | 75 kg | 2006                 | 2009-12-31    | Assyriska FF            | Assyriska FF            |
| 19 | Brasilien | Thiago Quirino Da Silva        | Anfallare   | 1985-01-04 | 183 cm | 79 kg | 2006                 | 2009-12-31    | Atlético Mineiro        | Atlético Mineiro        |
| 20 | Sverige   | Patrick Amoah (utlånad)        | Anfallare   | 1986-08-18 | 184 cm | 77 kg | 2004                 | 2007-12-31    | Djurgårdens IF Juniorer | Djurgårdens IF          |
|    | Sverige   | Tomas Backman (utlånad)        | Anfallare   | 1980-06-16 | 185 cm | 85 kg | 2004                 | 2006-12-31    | Friska Viljor FC        | Kubbe/Norrfläke IF      |

## Allsvenskan
| Omgång | Datum        | Motståndare     | H/B | Resultat | Målskyttar                             | Varningar                                       | Domare               | Publik | Arena              | Position |
| ------ | ------------ | --------------- | --- | -------- | -------------------------------------- | ----------------------------------------------- | -------------------- | ------ | ------------------ | -------- |
| 2      | 10 april     | Hammarby IF     | H   | 0-0      |                                        | Jonson 54' (rött)                               | Jonas Eriksson       | 30.139 | Råsunda            | 3        |
| 3      | 17 april     | Halmstads BK    | B   | 0-0      |                                        | Árnason 43', Concha 82' Davids 90'              | Martin Ingvarsson    | 6.172  | Örjans vall        | 4        |
| 1      | 20 april     | Kalmar FF       | B   | 1-0      | Batan 90'                              | Arneng 17', Stoltz 49', Kuivasto 58', Batan 90' | Peter Fröjdfeldt     | 4.802  | Fredriksskans IP   | 5        |
| 4      | 24 april     | IFK Göteborg    | H   | 1-0      | Jonson 81'                             |                                                 | Peter Fröjdfeldt     | 13.095 | Stockholms Stadion | 3        |
| 5      | 27 april     | AIK             | B   | 1-3      | Hysén 90'                              | Magro 11', Bergtoft 70'                         | Martin Ingvarsson    | 31.174 | Råsunda            | 5        |
| 6      | 2 maj        | Gefle IF        | H   | 1-0      | Quirino 63'                            | Stoltz 23'                                      | Sven-Martin Åkesson  | 9.699  | Stockholms Stadion | 4        |
| 7      | 7 maj        | Gais            | B   | 1-1      | Batan 39'                              | Stoltz 35'                                      | Daniel Stålhammar    | 7.055  | Gamla Ullevi       | 4        |
| 8      | 11 maj       | Malmö FF        | H   | 2-3      | Concha 5', Hysén 85'                   | Barsom 38', Batan 90'                           | Peter Fröjdfeldt     | 13.622 | Stockholms Stadion | 6        |
| 9      | 14 maj       | Östers IF       | B   | 3-0      | Kusi-Asare (2) 13', 37', Hysén 9'      | Árnason 90'                                     | Håkan Jonasson       | 5.045  | Värendsvallen      | 6        |
| 10     | 16 juli      | IF Elfsborg     | H   | 1–1      | Barsom 38'                             | Komac 55'                                       | Martin Hansson       | 10.371 | Stockholms Stadion | 7        |
| 11     | 20 juli      | BK Häcken       | B   | 2-0      | Kusi-Asare (2) 59', 90'                | Johannesson 38', Árnason 57', Jonson 66'        | Martin Hansson       | 10.956 | Ullevi             | 5        |
| 12     | 29 juli      | Örgryte IS      | H   | 2-2      | Komac 35', Hysén 78'                   | Jonson 90'                                      | Martin Ingvarsson    | 9.915  | Stockholms Stadion | 6        |
| 13     | 5 augusti    | Helsingborgs IF | H   | 2-1      | Concha 40', Hysén 74'                  | Komac 24'                                       | Markus Strömbergsson | 14.875 | Råsunda            | 5        |
| 14     | 13 augusti   | Helsingborgs IF | B   | 1-1      | Jonson 25'                             | Komac 24', Concha 90'                           | Martin Hansson       | 12.500 | Olympia            | 5        |
| 15     | 19 augusti   | Kalmar FF       | H   | 0-1      |                                        | Sjölund 16'                                     | Peter Fröjdfeldt     | 9.587  | Stockholms Stadion | 6        |
| 16     | 28 augusti   | Hammarby IF     | B   | 3-0*     | Davids 13', Jonson 18', Kusi-Asare 45' | Davids 45'                                      | Martin Ingvarsson    | 15.092 | Söderstadion       | 5        |
| 17     | 11 september | Gais            | H   | 0-2      |                                        | Davids 15', Batan 63'                           | Sven-Martin Åkesson  | 9.815  | Stockholms Stadion | 5        |
| 18     | 16 september | Malmö FF        | B   | 1-0      | Sjölund 72'                            | Jonson 58' (rött)                               | Martin Hansson       | 15.162 | Malmö Stadion      | 4        |
| 19     | 20 september | AIK             | H   | 0-1      |                                        | Concha 18', Komac 45'                           | Peter Fröjdfeldt     | 31.890 | Råsunda            | 5        |
| 20     | 25 september | Gefle IF        | B   | 0-2      |                                        | Sjölund 34', Enrico 90'                         | Håkan Jonasson       | 5.502  | Strömvallen        | 8        |
| 21     | 1 oktober    | Halmstads BK    | H   | 2-1      | Kusi-Asare 60', Davids 78'             | Árnason 37'                                     | Miro Ulakovic        | 7.509  | Stockholms Stadion | 4        |
| 22     | 17 oktober   | IFK Göteborg    | B   | 2-3      | Jonson 29', Davids 36'                 | Davids 20'                                      | Martin Hansson       | 7.102  | Gamla Ullevi       | 7        |
| 23     | 22 oktober   | BK Häcken       | H   | 2-1      | Sjölund 45', Davids 78'                | Davids 38'                                      | Håkan Jonasson       | 6.521  | Stockholms Stadion | 5        |
| 24     | 25 oktober   | Örgryte IS      | B   | 1-1      | Jonson 87'                             | Ottesen 36', Komac 52', Kuivasto 67', Batan 90' | Åke Andreasson       | 3.088  | Ullevi             | 5        |
| 25     | 30 oktober   | Östers IF       | H   | 2-0      | Davids 73', Jonson 83'                 | Johannesson 36', Komac 49'                      | Daniel Stålhammar    | 6.672  | Stockholms Stadion | 5        |
| 26     | 5 november   | IF Elfsborg     | B   | 0–1      |                                        | Johannesson 52', Davids 53', Jonson 76'         | Peter Fröjdfeldt     | 16.572 | Borås Arena        | 6        |

- Hammarby-Djurgården avbruten efter läktaroroligheter på Hammarbys sektioner i början av andra halvlek med då rådande resultat (3-0 till DIF) som slutresultat.

## Svenska cupen
| Omgång         | Datum   | Motståndare    | H/B | Resultat  | Målskyttar                          | Varningar                  | Domare            | Publik | Arena              |
| -------------- | ------- | -------------- | --- | --------- | ----------------------------------- | -------------------------- | ----------------- | ------ | ------------------ |
| 2              | 18 maj  | IFK Hässleholm | B   | 3-1       | Quirino 28', Árnason 62', Hysén 82' |                            | Michael Lerjéus   | 1 247  | Österås IP         |
| 3              | 28 juni | Gais           | H   | 2-0       | Hysén 59', Arneng 64'               |                            | Daniel Stålhammar | 2 580  | Stockholms Stadion |
| Åttondelsfinal | 6 juli  | IF Elfsborg    | B   | 1-2 e.fl. | Árnason 85'                         | Arneng, Johannesson (rött) | ?                 | 2 019  | Borås Arena        |

## Europaspel

### Champions League
Djurgården inledde kvalspelet i den andra av tre kvalomgångar. Hade Djurgården vunnit mot MFK Ružomberok hade en kvalmatch mot CSKA Moskva väntat.
| Omgång                 | Datum     | Motståndare    | H/B | Resultat | Målskyttar     | Varningar                                     | Domare           | Publik | Arena                            |
| ---------------------- | --------- | -------------- | --- | -------- | -------------- | --------------------------------------------- | ---------------- | ------ | -------------------------------- |
| Kvalomgång 2 match 1/2 | 26 juli   | MFK Ružomberok | H   | 1-0      | Enrico 70'     |                                               | Alexandru Tudor  | 8 161  | Råsunda                          |
| Kvalomgång 2 match 2/2 | 2 augusti | MFK Ružomberok | B   | 1-3      | Kusi-Asare 75' | Storm 15', Johannesson 66' (rött), Jonson 68' | Hervé Piccirillo | 4 800  | Futbalový Stadión MFK Ruzomberok |

### Royal League
| Omgång          | Datum            | Motståndare   | H/B | Resultat | Målskyttar                                                | Varningar                                          | Domare             | Publik | Arena                    |
| --------------- | ---------------- | ------------- | --- | -------- | --------------------------------------------------------- | -------------------------------------------------- | ------------------ | ------ | ------------------------ |
| Gruppspel       | 24 november 2005 | Aalborg BK    | B   | 3-1      | Hysén (2) 17', 87', (Håkansson), Sjölund (straff) 15'     | Rasck 45', Barsom 62'                              | Per Ivar Staberg   | 5 246  | Aalborg Stadion          |
| Gruppspel       | 27 november 2005 | IFK Göteborg  | H   | 0-1      |                                                           | Concha 90'                                         | Tommy Skjerven     | 2 238  | Södertälje fotbollsarena |
| Gruppspel       | 8 december 2005  | FC Lyn        | B   | 2-1      | Kuivasto 17' (Sjölund), Nomvethe 25'                      | Bergtoft 81'                                       | Emil Laursen       | 1 050  | Ullevaal Stadion         |
| Gruppspel       | 13 december 2005 | Aalborg BK    | H   | 2-1      | Jonson 27', Árnason 36' (Nomvethe)                        | Bergtoft 90'                                       | Terje Hauge        | 1 309  | Södertälje fotbollsarena |
| Gruppspel       | 12 februari 2006 | IFK Göteborg  | B   | 0-2      |                                                           | Johannesson 44', Jonson 82', Barsom 90'            | Anders Hermansen   | 3 349  | Nya Ullevi               |
| Gruppspel       | 16 februari 2006 | FC Lyn        | H   | 1-1      | Hysén 40'                                                 | Johannesson 25', Barsom 45', Batan 74', Jonson 68' | Nicolai Vollquartz | 1 244  | Södertälje fotbollsarena |
| Kvartsfinal 1/2 | 23 februari 2006 | Vålerenga IF  | H   | 2-1      | Hysén (2) 9' (Jonson), 67' (Jonson)                       |                                                    | Mikael Svendsen    | 1 130  | Södertälje fotbollsarena |
| Kvartsfinal 2/2 | 9 mars 2006      | Vålerenga IF  | B   | 3-1      | Jonson 14' (Håkansson), Håkansson 25' (Jonson), Hysén 80' | Johannesson 37', Arneng 90'                        | Claus Bo Larsen    | 996    | Tønsberg                 |
| Semifinal 1/2   | 16 mars 2006     | Lillestrøm SK | H   | 1-3      | Håkansson (straff) 77'                                    | Batan 30', Barsom 89'                              | Knud Erik Fisker   | 2 180  | Södertälje fotbollsarena |
| Semifinal 2/2   | 26 mars 2006     | Lillestrøm SK | B   | 0-1      |                                                           | Tourray 23', Quirino 51', Jonson 52'               | Thomas Vejlgaard   | 4 301  | Åråsen                   |

## Träningsmatcher
| Datum       | Motståndare         | H/B | Resultat | Målskyttar                                                                             | Varningar        | Publik | Arena                   |
| ----------- | ------------------- | --- | -------- | -------------------------------------------------------------------------------------- | ---------------- | ------ | ----------------------- |
| 14 januari  | Pohang Steelers     | B   | 1-1      | Stoltz (straff)                                                                        |                  |        | Maspalomas              |
| 15 januari  | Rosenborg BK        | B   | 0-2      |                                                                                        |                  |        | Maspalomas              |
| 29 januari  | HP Silver Stars FC  | B   | 0-0      |                                                                                        |                  |        | Royal Bafokeng Stadium  |
| 1 februari  | Tucks               | B   | 1-2      | Quirino (straff)                                                                       |                  |        | High Performance Center |
| 5 februari  | Orlando Pirates     | B   | 2-2      | Quirino (straff), Storm                                                                |                  |        | Bloemfontein            |
| 5 februari  | AGF Århus           | B   | 0-1      |                                                                                        | Håkansson (rött) |        | Bloemfontein            |
| 26 februari | Gefle IF            | B   | 4-2      | Hysén, Davids, Håkansson, Quirino                                                      | Wahlström (rött) |        | Strömvallen             |
| 12 mars     | IF Brommapojkarna   | B   | 4-1      | Quirino (2) 26', 30', Batan (2) 68', 75'                                               |                  |        | Graningevallen          |
| 31 mars     | KF Víkingur         | H   | 1-0      | Arneng 55'                                                                             |                  |        | Browns Club             |
| 4 april     | FH Hafnarfjördur    | B   | 4-0      | Hysén (2) 35', 58', Självmål 16', Jonson 18'                                           |                  |        | Browns Club             |
| 1 juni      | Hallstahammars SK   | B   | 8-3      | Quirino (4) 19', 26', 53', 73', Kusi-Asare (2) 35', 41', Johannesson 62', Bergtoft 89' |                  |        | Trollebo IP             |
| 9 juni      | IK Sirius           | B   | 0-1      |                                                                                        |                  | 502    | Studenternas IP         |
| 17 juni     | IFK Göteborg        | B   | 0-3      |                                                                                        |                  |        | Södermalms IP           |
| 21 juni     | FK Sparta Sarpsborg | B   | 0-1      |                                                                                        |                  |        | Fredriksstad            |
| 21 juni     | Fredrikstad FK      | B   | 2-1      | Quirino, Barsom                                                                        |                  |        | Fredriksstad            |
| 12 juli     | FC Köpenhamn        | B   | 0-1      |                                                                                        | Barsom           | 3 452  | Sportcentrum Norrtälje  |
| 6 september | Vallentuna BK       | H   | 5-0      | Quirino (2) 18', 35', Enrico 65', Kusi-Asare 80', Bergman 84'                          |                  |        | Hjorthagens IP          |

## Statistik

### Allsvenskan

#### Mål
1. Mattias Jonson 6
2. Jones Kusi-Asare 6
3. Lance Davids 5
4. Tobias Hysén 5
5. Stefan Batan 2
6. Matias Concha 2
7. Daniel Sjölund 2
8. Abgar Barsom 1
9. Andrej Komac 1
10. Quirino 1

#### Assist
1. Johan Arneng, 4
2. Mattias Jonson, 4
3. Andrej Komac, 3
4. Stefan Batan, 2
5. Lance Davids, 2
6. Kári Árnason, 1
7. Enrico, 1
8. Mattias Concha, 1
9. Tobias Hysén, 1
10. Markus Johannesson, 1
11. Jones Kusi-Asare, 1
12. Daniel Sjölund, 1

#### Varningar
1. Lance Davids, 6
2. Andrej Komac, 6
3. Mattias Jonson, 5 (2 röda)
4. Kári Árnason, 4
5. Stefan Batan, 4
6. Mattias Concha, 3
7. Robert Stoltz, 3
8. Markus Johannesson, 3
9. Toni Kuivasto, 2
10. Daniel Sjölund, 2
11. Felix Magro, 1
12. Stefan Bergtoft, 1
13. Abgar Barsom, 1
14. Johan Arneng, 1
15. Enrico Cardoso Nazaré, 1
16. Sölvi Ottesen, 1

Källa:

### Svenska cupen

#### Mål
1. Tobias Hysén, 2
2. Kári Árnason, 2
3. Thiago Quirino da Silva, 1
4. Johan Arneng, 1

#### Varningar
1. Markus Johannesson, 1 (1 rött)
2. Johan Arneng, 1

### Champions League-kval

#### Mål
1. Enrico Cardoso Nazaré, 1
2. Jones Kusi-Asare, 1

#### Varningar
1. Markus Johannesson, 1 (1 rött)
2. Elias Storm, 1
3. Mattias Jonson, 1

### Royal League 2005/2006

#### Mål
1. Tobias Hysén, 6
2. Mattias Jonson, 2
3. Jesper Håkansson, 2 (1 straff)
4. Daniel Sjölund, 1 (1 straff)
5. Toni Kuivasto, 1
6. Siyabonga Nomvethe, 1
7. Kári Árnason, 1

#### Assist
1. Mattias Jonson, 3
2. Jesper Håkansson, 2
3. Daniel Sjölund, 1
4. Siyabonga Nomvethe, 1

#### Varningar
1. Abgar Barsom, 4
2. Markus Johannesson, 3
3. Mattias Jonson, 3
4. Stefan Bergtoft, 2
5. Stefan Batan, 2
6. Niclas Rasck, 1
7. Mattias Concha, 1
8. Johan Arneng, 1
9. Pa Dembo Tourray, 1
10. Thiago Quirino, 1

## Klubbinformation

### Årsmötet
- Datum: 20 februari 2006
- Plats: Torben Grut-salen (i Stockholms Stadion)
- Deltagare: "omkring 100"

Valda till styrelsen:
- Ordförande: Bo Lundquist (omvald).
- Vald 2005: Petra Wester, Lars Erbom och Hans von Uthmann (1 år kvar)
- Nya: Ellinor Persson och Wille Bäckström
- Sekreterare: Stefan Alvén
- Hedersledamot: Pelle Kotschack (efter 24 år i Djurgårdens styrelse)

Årets spelare 2005: Tobias Hysén
Källa:

## Klubben

### Spelartröjor
- Tillverkare: Adidas
- Huvudsponsor: ICA
- Hemmatröja: Blårandigt
- Bortatröja: Vinröd
- Spelarnamn: Nej

### Övrig information
- Ordförande:  Bo Lundquist
- Sportchef:  Ingvar "Putte" Carlsson
- Arena: Stadion (kapacitet: 14 500, planmått: 105 x 70 meter)

## Truppförändringar

### Förlängda kontrakt
| Datum            | Nr | Namn            | Position    | Kommentar                             | Länk   |
| ---------------- | -- | --------------- | ----------- | ------------------------------------- | ------ |
| 10 december 2005 | 8  | Tobias Hysén    | Anfallare   | 3-årskontrakt (tom 31 december 2008). | dif.se |
| 10 januari 2006  | 6  | Toni Kuivasto   | Back        | 4-årskontrakt (tom 31 december 2009). | dif.se |
| 7 april 2006     | 11 | Daniel Sjölund  | Mittfältare | 4-årskontrakt (tom 31 december 2009). | dif.se |
| 23 november 2006 | 30 | Oskar Wahlström | Målvakt     | 2-årskontrakt (tom 31 december 2008). | dif.se |

### Spelare/ledare in
| Datum             | Nr | Namn                    | Från             | Position    | Kommentar                               | Länk   |
| ----------------- | -- | ----------------------- | ---------------- | ----------- | --------------------------------------- | ------ |
| 7 november 2005   | 3  | Robert Stoltz           | Kalmar FF        | Back        | 3-årskontrakt (tom 31 december 2008)    | dif.se |
| 21 november 2005  | 17 | Stefan Batan            | Assyriska FF     | Anfallare   | 4-årskontrakt (tom 31 december 2009)    | dif.se |
| 10 januari 2006   | 24 | Dennis Boskailo         | Köping FF        | Back        | 4-årskontrakt (tom 31 december 2009)    | dif.se |
| 18 januari 2006   | 19 | Thiago Quirino Da Silva | Atlético Mineiro | Anfallare   | 4-årskontrakt (tom 31 december 2009)    | dif.se |
| 27 januari 2006   | 23 | Lance Davids            | 1860 München     | Mittfältare | 3-årskontrakt (tom 31 december 2008)    | dif.se |
| 27 juni 2006      | 22 | Andrej Komac            | ND Gorica        | Mittfältare | 3-årskontrakt (tom 30 juni 2009)        | dif.se |
| 29 juni 2006      | 20 | Enrico Cardoso Nazaré   | Ipatinga FC      | Mittfältare | 3,5-årskontrakt (tom 31 december 2009)  | dif.se |
| 29 september 2006 |    | Anders Grönhagen        |                  | Tränare     | Kontrakt året ut (tom 31 december 2006) | dif.se |

### Spelare/ledare ut
| Datum             | Nr | Namn                 | Till                | Position    | Kommentar                                                | Länk            |
| ----------------- | -- | -------------------- | ------------------- | ----------- | -------------------------------------------------------- | --------------- |
| 2 november 2005   | 3  | Fredrik Stenman      | Bayer 04 Leverkusen | Back        | Säljs för 8 miljoner.                                    | dif.se          |
| 11 januari 2006   | 19 | Siyabonga Nomvethe   | Orlando Pirates     | Anfallare   | Kontraktet gick ut. Skrev senare på för Orlando Pirates. | dif.se          |
| 27 januari 2006   | 23 | Ibrahim Ba           |                     | Anfallare   | Kontraktet sägs upp.                                     | dif.se          |
| 23 mars 2006      | 22 | Eldin Kozica         | Väsby United        | Back        | Lånas ut under hela 2006.                                | dif.se          |
| 23 mars 2006      | 20 | Tomas Backman        | Östers IF           | Anfallare   | Lånas ut under hela 2006.                                | dif.se          |
| 23 mars 2006      | 25 | Patrick Amoah        | Assyriska FF        | Anfallare   | Lånas ut under hela 2006.                                | dif.se          |
| 23 mars 2006      |    | Christoffer Karlsson | Åtvidabergs FF      | Mittfältare | Lånas ut under hela 2006.                                | dif.se          |
| 21 juni 2006      | 21 | Jesper Håkansson     | ADO Den Haag        | Mittfältare | Kontraktet gick ut. Skrev senare på för ADO Den Haag.    | dif.se          |
| 21 augusti 2006   | 4  | Elias Storm          | Örgryte IS          | Back        | Lånas ut för resten av säsongen.                         | dif.se          |
| 22 augusti 2006   | 13 | Stefan Bergtoft      | IF Brommapojkarna   | Mittfältare | Försäljning.                                             | dif.se          |
| 23 augusti 2006   | 8  | Tobias Hysén         | Sunderland AFC      | Anfallare   | Försäljning.                                             | dif.se          |
| 30 augusti 2006   | 10 | Felix Magro          | AC Lugano           | Mittfältare | Lånas ut tom 30 juni 2007 med köpoption.                 | dif.se          |
| 29 september 2006 |    | Kjell Jonevret       |                     | Tränare     | Slutar som tränare men fortsätter med andra uppgifter.   | dif.se          |
| 4 november 2005   | 24 | René Makondele       | Gefle IF            | Anfallare   | Försäljning.                                             | svenskafans.com |

### Förlängda kontrakt
| Datum            | Nr | Namn           | Position    | Kommentar                            | Länk   |
| ---------------- | -- | -------------- | ----------- | ------------------------------------ | ------ |
| 10 december 2005 | 8  | Tobias Hysén   | Anfallare   | 3-årskontrakt (tom 31 december 2008) | dif.se |
| 10 januari 2006  | 6  | Toni Kuivasto  | Back        | 4-årskontrakt (tom 31 december 2009) | dif.se |
| 27 januari 2006  | 18 | Niclas Rasck   | Back        | 1-årskontrakt (tom 31 december 2006) | dif.se |
| 7 april 2006     | 11 | Daniel Sjölund | Mittfältare | 4-årskontrakt (tom 31 december 2009) | dif.se |